# Тимофан
Тимофан (др.-греч. Τιμοϕάνης, ум. 365 до н. э., Коринф), сын Тимодема, старший брат знаменитого Тимолеонта — аристократ, пытавшийся установить в Коринфе тиранию.

## Политическая ситуация в Коринфе
Коринф был богатым торговым городом, имел второй по численности флот в Элладе, поэтому, хотя и входил в руководимый Спартой Пелопоннесский союз, однако, сателлитом лакедемонян не являлся и проводил достаточно независимую политику, руководствуясь собственными интересами. В случае необходимости правившая в Коринфе олигархия без колебаний переходила на сторону противников Спарты (как это было, к примеру, в ходе Коринфской войны)
Постепенно в городе вызревало демократическое движение, воспользовавшееся обстоятельствами Коринфской войны для организации переворота. Заручившись поддержкой союзников Коринфа, прежде всего аргивян, демократы устроили погром, перебили или изгнали значительную часть знатных граждан, после чего ввели демократическое устройство. Не надеясь удержать власть собственными силами, они согласились на включение Коринфа в состав Аргосского государства. В город был введен аргивский гарнизон.
По условиям Анталкидова мира Коринф снова стал независимым, демократы удалились в добровольное изгнание, а вернувшиеся к власти олигархи восстановили союз со Спартой (387/386 до н. э.).
Однако, вернуть политическую стабильность не удалось, и любое внешнее осложнение могло привести к возобновлению внутренней смуты. Так в 371 до н. э., лишь только стало известно о поражении спартанцев при Левктрах, демократы попытались тайно вернуться в Коринф. При содействии друзей и родственников они проникли в город, но об этом стало известно властям, и, чтобы не попасть к ним в руки, изгнанники предпочли сами перебить друг друга,.
После этого было проведено широкое расследование, и большое число граждан за содействие изгнанникам было либо казнено, либо изгнано.
Приняв решительные меры, олигархия сохранила власть в своих руках, а Коринф остался союзником Спарты и в последующие годы был базой для операций антифиванских сил на Пелопоннесе. Но к 365 до н. э. положение ухудшилось настолько, что коринфяне были вынуждены выйти из войны, заключив сепаратный мир с Фивами.
Внутреннее положение также было непростым. Необходимость содержать крупные отряды наемников ложилась тяжким бременем на население, но и распустить их было нельзя, так как афиняне в 366 до н. э. уже пытались овладеть Коринфом и его крепостями, где стояли их гарнизоны.

## Путч Тимофана
Внутри- и внешнеполитическими осложнениями решил воспользоваться Тимофан, один из самых богатых и знатных граждан, человек «в боях стремительный и отчаянно смелый». Его уже несколько раз назначали на командные посты, в частности, командующего конницей.
Вот и теперь коринфяне, продолжавшие опасаться враждебных действий со стороны собственных союзников, создали для защиты города особый отряд из 400 наемников и вручили командование над ним Тимофану. Готовя переворот, он рассчитывал опереться на беднейшие слои населения, которые агитировал и вооружал с помощью своих друзей.
По словам Плутарха, Тимофан

стал принимать меры к тому, чтобы подчинить город своей власти, казнил без суда многих виднейших
граждан и, в конце концов, открыто провозгласил себя тиранном.— Плутарх. Тимолеонт, 4.
Из источников неясно, сколько времени продержалась тирания Тимофана, более того, не исключено, что ему даже не удалось полностью овладеть городом, и под его контролем были центральная площадь с прилегающими кварталами и, возможно, акрополь. Большинство исследователей полагает, что либо переворот сразу провалился, либо новый режим продержался всего несколько дней.

## Тираноубийство
Тимолеонт, будучи убежденным республиканцем, считал действия Тимофана позором и для себя самого, и поначалу пытался уговорить брата отказаться от тирании. Когда тот высокомерно отверг его совет, Тимолеонт выждал несколько дней, после чего явился к тирану в сопровождении его шурина Эсхила и некоего прорицателя, которого Феопомп именует Сатиром, а Эфор и Тимей Орфагором. Втроем они ещё раз попытались убедить Тимофана одуматься.

Тимофан вначале насмехался над ними, но потом разгневался и вышел из себя, и тогда Тимолеонт отошел немного в сторону и, покрыв голову заплакал, а двое остальных обнажили мечи и уложили тиранна на месте.— Плутарх. Тимолеонт, 4
Корнелий Непот описывает действия Тимолеонта несколько иначе — по его словам,

Пока совершалось дело, он стоял в отдалении на страже, чтобы ни один прихвостень не смог прийти на помощь.— Корнелий Непот. Тимолеонт. 1, 4.

## Последствия
Устранение Тимофана восстановило в городе законную власть, так как среди его пособников не нашлось никого, кто смог бы возглавить движение. Наемников, как предполагают, Тимолеонту удалось распропагандировать. Однако, внутренняя смута в Коринфе не прекратилась. Аристократы (по терминологии Плутарха «лучшие граждане») превозносили Тимолеонта за его гражданский подвиг.

Те же, кто не выносил демократического правления, кто привык ловить взоры властителя, делали вид, будто радуются смерти тиранна, но Тимолеонта осуждали, называли его поступок нечестивым и гнусным и этим повергли его в глубокое уныние.— Плутарх. Тимолеонт, 5
По-видимому, у Тимофана было немало тайных и влиятельных сторонников, рассчитывавших ещё более возвыситься и обогатиться благодаря перевороту, и теперь, когда их мечты пошли прахом, они пытались отомстить виновнику этого. По сообщению Диодора, когда на заседании герусии обсуждался поступок Тимолеонта, его личные враги потребовали начать расследование и наказать его за убийство родственника.
Плутарх и Корнелий Непот пишут, что от Тимолеонта отреклась даже собственная мать, закрывшая перед ним двери дома и призывавшая на его голову все возможные проклятия. Упав духом и «тронувшись умом» он пытался уморить себя голодом, и друзьям с большим трудом, «пустив в ход все средства убеждения и насилия», удалось убедить его продолжить жить. Из Коринфа он, однако, удалился и следующие двадцать лет прожил в своем загородном имении, пока сиракузское посольство не призвало его вновь к политической деятельности и борьбе с тиранами.